# Thorius papaloae
Thorius papaloae är en groddjursart som beskrevs av James Hanken och David Burton Wake 200. Thorius papaloae ingår i släktet Thorius och familjen lunglösa salamandrar. IUCN kategoriserar arten globalt som starkt hotad. Inga underarter finns listade i Catalogue of Life.